# Klaus von Storch
Klaus Bernhard von Storch Krüger (20 de fevereiro de 1962) é um engenheiro aeroespacial chileno e astronauta em treinamento.
Von Storch nasceu em Osorno, no sul do Chile. Em 1992, foi selecionado pela Agência Espacial Chilena em preparação para voar no Ônibus Espacial. Em 2001, ele foi considerado como candidato para voar abordo da Soyuz durante um voo de turismo espacial para a ISS em 2003, mas em Setembro de 2002 a equipe médica do IMBP não o permitiu.  Em 2025, Von Storch ainda aspira voar ao espaço no futuro.